# Gaz Pīr
Gaz Pīr (persiska: Kaspīn, گز پير) är en ort i Iran.   Den ligger i provinsen Hormozgan, i den sydöstra delen av landet, 1 200 km sydost om huvudstaden Teheran. Gaz Pīr ligger 17 meter över havet och antalet invånare är 240.
Terrängen runt Gaz Pīr är platt, och sluttar västerut.Runt Gaz Pīr är det ganska glesbefolkat, med 25 invånare per kvadratkilometer. Trakten runt Gaz Pīr är ofruktbar med lite eller ingen växtlighet.